# Bola (graviditetssmycke)
Bola, även kallat graviditetssmycke och änglasmycke, änglapingla eller änglaklocka, är en bjällra i form av ett halssmycke. Det är avsett att användas av gravida och ska hängas ganska långt ner ovanför eller över magen. När kvinnan rör sig avger den ett ljud som barnet kommer att höra. Efter födseln är det tänkt att barnet ska känna igen ljudet och känna trygghet.
Smycket marknadsförs i Sverige som mexikansk bola, där bola är spanska för boll eller kula. Bjällran är ofta utsmyckad och klotformad, men den finns också i andra former, till exempel ägg och hjärtformade.
Namnet änglasmycke har det fått efter en sägen som säger att pinglans ljud ska hjälpa barnets skyddsängel att hitta det.